# Заболото
Заболо́то — село в Україні, у Золочівському районі Львівської області. Населення становить 385 осіб. Орган місцевого самоврядування - Буська міська громада.

## Населення

### Мова
Розподіл населення за рідною мовою за даними перепису 2001 року:
| Мова       | Кількість | Відсоток |
| ---------- | --------- | -------- |
| українська | 385       | 100%     |